# 計算力学技術者認定試験
計算力学技術者認定試験（けいさんりきがくぎじゅつしゃにんていしけん）は、一般社団法人日本機械学会が認定するCAE技術に関する検定である。

## 概要
ハードウエア、ソフトウエアの進歩により簡単に解析結果が得られるようになった反面、境界条件の設定、要素分割方法、アルゴリズムの選択が適切でなければ正しい結果は得られない。解析結果の信頼性を確保するため計算力学技術者の力量管理が重要との認識から認定試験が行われている。

## 沿革
- 2002年 - 検討委員会設置[1]
- 2003年4月 - パイロットスタディ実施（固体力学2級）[1]
- 2003年12月 - 固体力学2級での試験開始[1]
- 2005年12月 - 熱流体力学2級の試験開始[1]
- 2006年4月 - 初級の試験開始[1]
- 2009年9月 - 上級試験開始[1]
- 2012年12月 - 振動分野2級の試験開始[1]
- 2014年 - 上級アナリストと英国NAFEMSのPSE(Professional Simulation Engineer)資格との相互認証
- 2021年 - 1,2級がCBT化[3]。

## 試験

### 受検級
- 上級アナリスト（固体・振動・熱流体）
- １級（固体・振動・熱流体）
- ２級（固体・振動・熱流体）
- 初級（固体・振動・熱流体）

### 受検資格
- 上級アナリスト　：　各分野ごとに、7年以上の経験と1級認定保持者が対象
- １級　：　各分野ごとに、2級認定保持者が対象（下記2級受験資格があれば、2級との同時試験も可能）
- ２級　： ソフトウェア使用経験の証明が必要。
もしくは下記公認CAE技能講習会の修了 or 東京受験の固体の場合は付帯講習の同時申し込み
- 初級　：　下記公認CAE技能講習会の修了をもって認定される

### 試験地
- 上級アナリスト　：　Web会議（WebEX or Zoom)
- １級／２級　：　プロメトリック社の各CBT会場

### 試験内容
- 上級アナリスト：申請書を書類審査したのち、面接
- １級／２級：CBT
- 初級：書類審査のみ

### 試験日
- 上級アナリスト：9月中旬～下旬
- １級／２級：１２月上旬～中旬
- 初級：随時（書類審査）

## 公認CAE技能講習会
- 上記試験での受験資格となる「ソフトウェア使用経験」が認定される講習会で、「固体」「振動」「熱流体」の分野ごとに開催されている[4]
- 以下の講習・授業のうち、学会より認定を受けたもの
  - 民間企業や学協会，NPO，大学等が不特定のユーザーに対して実施するCAE 技能講習会
（各CAEソフトの入門講習や導入教育の中に、当該認定を受けているものもある）
  - 大学や高等専門学校等の教育機関が，カリキュラムの一環として実施するCAE 技能講習

## 資格更新制度
- 認定の有効期限は5年間。[5]
- 更新は当該5年間のうち、計算力学に関する業務を「3年以上」継続していることが条件
- 上級/1級/2級 では勤務先等より上記証明する「業務継続証明書」を取得し提出すると更新できる
- 更新困難な場合は、資格喪失後に再度試験に申し込み合格すれば、再取得できる
- 2020年度からポイント（学会活動や講習参加などで取得できる）による更新も可能となった[6]

## その他
- アンケートによると機械学会会員は半分以下とのこと[7]。